# José Luis Cuevas

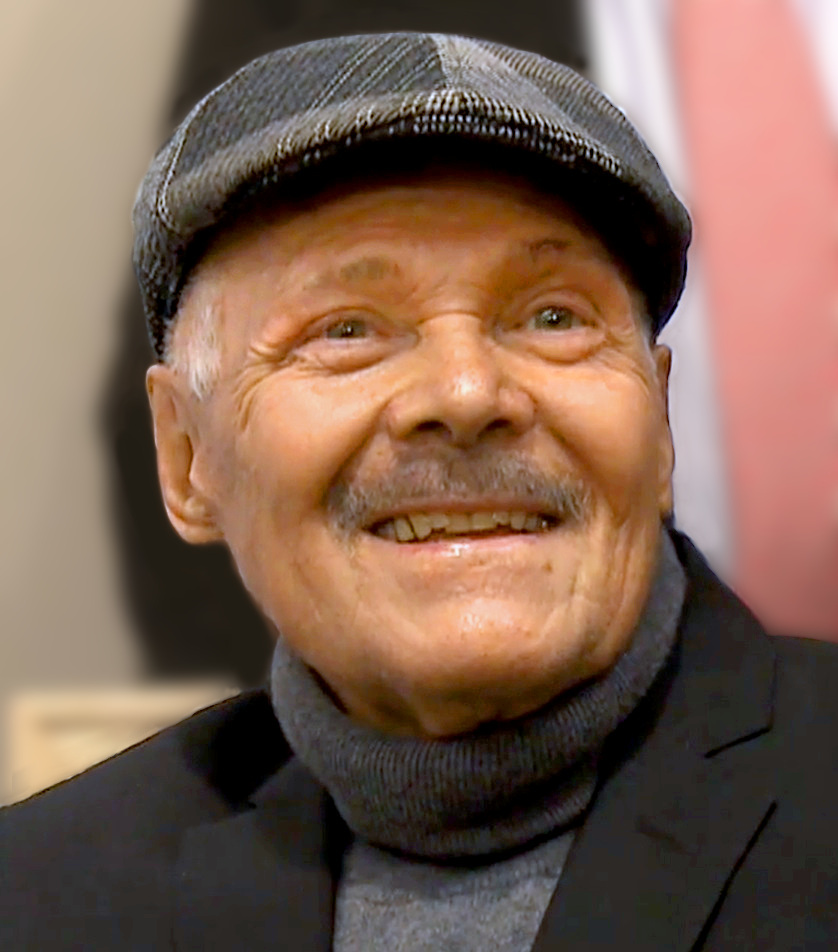
José Luis Cuevas im Jahr 2011

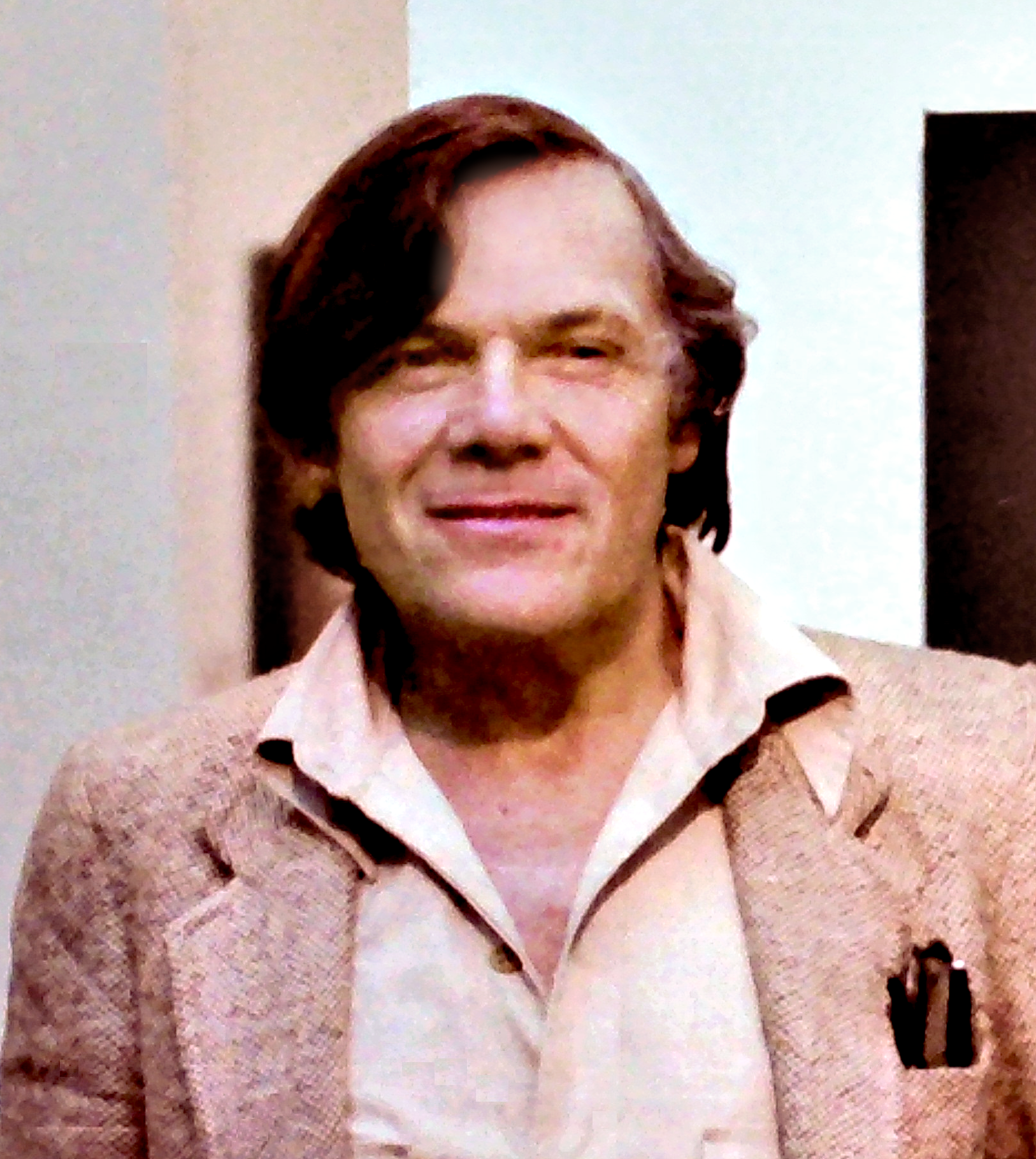
Luis Cuevas (1984)

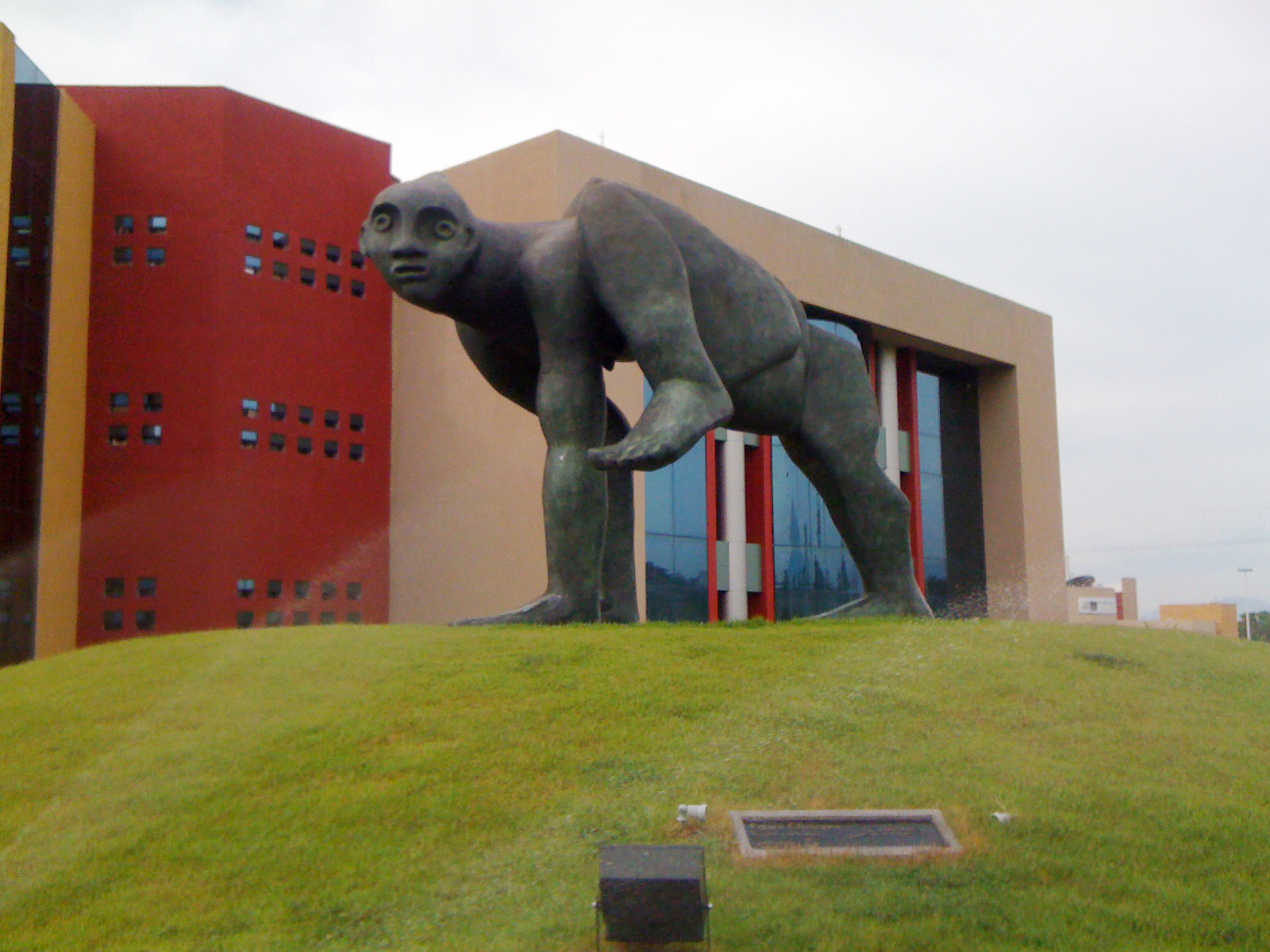
Figura Obscena

José Luis Cuevas (* 26. Februar 1934 in Mexiko-Stadt; † 3. Juli 2017 ebenda) war ein zeitgenössischer mexikanischer Maler, Grafiker, Bildhauer, Illustrator, Lithograf und Autor.
Cuevas erlernte das künstlerische Handwerk im Selbststudium und besuchte keine Kunstschule oder -akademie. An der Escuela Nacional de Pintura, Escultura y Grabado „La Esmeralda“ absolvierte er lediglich einen einzigen Kurs. Cuevas war in den 1950er-Jahren Mitglied der Galería Prisse in Mexiko-Stadt, wo er 1953 seine erste Einzelausstellung hatte, und zählte zur sogenannten Generación de la Ruptura. 1959 wurde er bei der V. Biennale von São Paulo mit dem Grafikpreis ausgezeichnet, erhielt 1981 den mexikanischen Nationalpreis für Wissenschaften und Künste, 1991 in Frankreich den Ordre des Arts et des Lettres und 1997 von der spanischen Königin den „Tomás-Francisco-Prieto“-Preis. Er schrieb eine Zeit lang für die mexikanische Wochenzeitung „Excélsior“. 
Seine Werke stellte er in verschiedenen amerikanischen und europäischen Großstädten aus, darunter in zahlreichen Einzelausstellungen. 1977 war er auf der documenta 6 vertreten. In seiner Heimatstadt steht das nach ihm benannte Museum für Zeitgenössische Kunst „Museo José Luis Cuevas“.